# Onsuri
Onsuri (albo Unsuri), pers. عنصری (pełne imię: Abol Ghasem Hasan-e Ahmad Onsuri) (ur. w Balchu ok. 961 – zm. w Ghaznie (dzis. Ghazni) ok. 1039/1040) – poeta perski działający na dworze Ghaznawidów.
Informacje o jego życiu niemające źródła w jego poezji mają charakter w większości anegdotyczny. Miał on się urodzić w Balchu i w młodym wieku pozbawiony ojca zostać kupcem. Powtarzana w niektórych źródłach opowieść o tym jak został obrabowany podczas swoich podróży ma swój początek w błędzie kopisty, który zamienił imię Abkasi na Onsuri. Rozpoczął on swoją karierę poetycką pod patronatem Abol Mozaffara Nasra, wojskowego namiestnika (sepahsalar) Chorasanu i brata Mahmuda z Ghazny (998–1030), który wprowadził go na dwór sułtana. Tam jego poetycki talent został szybko doceniony, i jako pierwszy z perskich poetów Onsuri otrzymał tytuł nadwornego "króla poetów" ("malek asz-szo'ara" albo "amir asz-szara"). W związku z pełnieniem tej funkcji decydował o dopuszczeniu innych poetów do zaprezentowania swojej twórczości przed dworem. 
Według słynnej anegdoty wraz z dwoma innymi poetami miał egzaminować poetyckie umiejętności samego Ferdousiego, opowieść ta jednak ma z pewnością charakter apokryficzny. Onsuri został także dopuszczony do najbliższego kręgu sułtana jako jego towarzysz zabaw (nadim). Brał udział w jego kampaniach i opiewał jego przedsięwzięcia, za co otrzymywał sowite nagrody, które miały uczynić go bardzo bogatym człowiekiem. Kolejna słynna anegdota mówi o tym jak Onsuri miał pocieszyć Mahmuda za pomocą zaimprowizowanego rubajjatu, po tym jak ten w pijackim zapamiętaniu kazał obciąć piękne włosy swojego faworyta Ajaza. 
On i Rudaki są często wymieniani razem jako dwaj perscy poeci dworscy, którzy odnieśli największy sukces. Manuczehri w jednej ze swoich kasyd nazwał go "mistrzem mistrzów [swojego] wieku". Wiemy, że Onsuri żył jeszcze podczas Id al-Fitr 21 września 1031 roku, kiedy nowy sułtan, Masud (1030–1041), przeznaczył dla niego wysoką nagrodę tysiąca dinarów w złocie, podczas gdy inni poeci otrzymali wynagrodzenie w srebrze. Niemniej zachował się tylko jeden panegiryk Onsuriego poświęcony Masudowi. Większość jego kasyd adresowanych jest do Mahmuda i Nasra. W elegii poświęconej Farrochiemu, który zmarł ok. 1037/1038 roku, poeta Labibi wspomina o Onsurim jako nadal żyjącym, choć starym człowieku. Na tej podstawie można uznać podawaną przez Daulatszaha datę jego śmierci, to jest rok 1039/1040, za wiarygodną. Niemniej w innych żywotach można spotkać także datę 1049/1050.
Według Daulatszaha dywan Onsuriego liczył ok. 30 tys. dystychów, z których tylko ok. 12% przetrwało do naszych czasów w antologiach i w postaci cytatów. Najnowsza edycja jego poezji z 1968 roku zawiera w sumie 3519 dystychów, na które składa się m.in. 70 kasyd i 76 rubajjatów. Aufi wspomina także iż Onsuri był autorem trzech epickich masnawi: "Szad-bahr-o Ajn al-Hajat", "Wamek-o Azra" i "Cheng-bot-o Sorch-bot". W spisie swoich prac Biruni wspomina o swoich przekładach (prawdopodobnie na arabski) tych trzech historii. Dzieła te były uważane za zaginione, lecz w XX wieku udało się odnaleźć 141 rozproszonych dystychów "Wamek-o Azra" oraz manuskrypt z kolejnymi 372 wersami tego poematu. Na ich podstawie ustalono, że pierwowzorem "Wamek-o Azra" był hellenistyczny romans opowiadający o Metiochusie i Parthenope, również zachowany tylko we fragmentach. Z "Cheng-bot-o Sorch-bot" zachowały się do dzisiaj tylko dwa dystychy, zaś z "Szad-bahr-o Ajn al-Hajat" pięćdziesiąt siedem. Wraz z "Warka-o Golszah" Ajjughiego "Wamek-o Azra" stanowi najwcześniejszy w miarę precyzyjnie datowany przykład perskiej epiki romantycznej, odróżnianej od epiki heroicznej, której najwybitniejszym dziełem było "Szahname" Ferdousiego. Onsuri był jednak szczególnie ceniony jako autor panegirycznych kasyd "w których jego mistrzowskie użycie retorycznych upiększeń i metrycznej dykcji były uważane za model eleganckiej poetyckiej kompozycji". Cieszył się także reputacją zdolnego twórcy wersów anakreontycznych, które umieszczał we wstępach ("nasib") swoich kasyd. 
Onsuri wywarł ogromny wpływ na twórczość poetów dworskich epoki Ghaznawidów i wczesnego okresu seldżuckiego. Jednak później możemy obserwować stopniowe słabnięcie jego oddziaływania, co było spowodowane tym, iż mimo formalnej doskonałości jego wiersze były "generalnie pozbawione jakiejkolwiek oznaki prawdziwego uczucia lub wewnętrznego artystycznego doświadczenia". Już zmarły pod koniec XII wieku Chaghani krytykował jednostronność jego panegiryków, a świadectwem dalszego spadku jego reputacji jest fakt, iż piszący na początku XIII wieku Szams-e Ghajs jako podstawowego przykładu stosowania retorycznych figur używał kasyd Anwariego, a nie Onsuriego. Odrodzenie zainteresowania jego liryką nastąpiło podczas neoklasycznego okresu perskiej poezji, to jest pomiędzy połową XVIII a połową XX wieku. Współczesna krytyka literacka wyraża jednak raczej surowy osąd nad jego twórczością.